# Edison Chen
Edison Chen Kwoon-Hei (tradicionális: 陳冠希, egyszerűsített: 陈冠希, pinjin: Chén Guànxī) (Kanada, Vancouver, 1980. október 7.) hongkongi származású kanadai színész, rapper, énekes.

## Élete
Eleinte egy Richmondand nevű városka iskolájában tanult, majd a Hongkong International School-ban folytatta tanulmányait, azonban a 11. évfolyamot nem fejezte be, mert kirúgták. Élete java részét Vancouverben és New Yorkban töltötte, így folyékonyan beszél angolul. A szórakoztatóiparba 2000-ben került, amikor is egy szórakozóhelyen egy ügynök felajánlotta neki, hogy szerepelhet egy reklámfilmben.
A reklám után az EEG nevű céghez került, ahol megkapta első filmszerepét a Gen-X Cops 2-ben, aminek a betétdalát is ő énekelte. A film ugyan megbukott, azonban Edison karrierjét ez nem befolyásolta. Kiadott hét zenei albumot, amik jobbára negatív kritikákat kaptak, főleg Chen erős akcentusa miatt. Játszott vígjátékokban (Wishing tree, Dummy mommy without a baby, Nine girls and a ghost, A medál, Spy dad, Jetlag), romantikus filmekben (Dance of a dream, Princess D, Sex and the beauties), drámákban (Szigorúan piszkos ügyek 2, A-1 Headlines) és akciófilmekben is (Twins Effect, Moving targets). A 2005-ben forgatott Initial D ismertté tette a nevét Japánban is, ahol a filmnek köszönhetően Fukasaku Kenta drámájában, az Under the same Moon-ban is szerepet kapott. A 2006-os hongkongi akciófilmben, a Dog Bite Dog-ban is látható, valamint ugyancsak 2006-ban forgatta első hollywoodi filmjét, a The Grudge 2-t is.
2008-ban nyilvánosságra került szexuális tartalmú magánfényképeinek botránya miatt karrierje csaknem véget ért.
A filmezésen és a zenén kívül a divat világában is jártas, megalapította a CLOT Inc. nevű ruházati céget.

## Filmográfia

### Filmek
- 2000 - Dead or Alive 2: Birds (Dead or Alive 2: 逃亡者) (Japán)
- 2000 - Gen-Y Cops (特警新人類2)
- 2001 - Final Romance (願望樹)
- 2001 - Kutyák és macskák (貓狗鬥一番) (Csak hang, a kantoni változatban)
- 2001 - Dummy Mommy, Without a Baby (玉女添丁)
- 2001 - Dance of a Dream (愛君如夢)
- 2002 - Princess D (想飛)
- 2002 - Nine Girls and a Ghost (九個女仔一隻鬼)
- 2002 - Szigorúan piszkos ügyek (無間道)
- 2003 - Ikerhatás (千機變)
- 2003 - A medál (飛龍再生) (Cameo)
- 2003 - Szigorúan piszkos ügyek 2 (無間道II)
- 2003 - The Spy Dad (絕種鐵金剛)
- 2003 - Szigorúan piszkos ügyek 3 (無間道III: 終極無間) (Cameo)
- 2004 - Sex and the Beauties (性感都市)
- 2004 - Moving Targets (2004 新紮師兄)
- 2004 - Life, Translated (時差7小時)
- 2004 - Jiang Hu (江湖)
- 2004 - Ikerhatás II (千機變II: 花都大戰)
- 2004 - A-1 Headline (A-1 頭條)
- 2005 - Initial D (頭文字D)
- 2005 - Under The Same Moon (同じ月を見ている) (Japán)
- 2006 - Dog Bite Dog (狗咬狗)
- 2006 - Az átok 2 (咒怨2)
- 2007 - Harmadik Shrek (史力加之咁就三世) (Csak hang, a kantoni változatban)
- 2007 - Trivial Matters (破事兒)
- 2008 - Sniper
- 2008 - A sötét lovag (蝙蝠俠：黑夜之神) (Cameo)
- 2008 - Jump (Stephen Chow) (A szexbotrány miatt törölve[2])
- 2009 – The Sniper (神鎗手)
- 2009 – Coweb (戰無雙) (Cameo)
- 2012 – Almost Perfect
- 2014 – Golden Chicken 3 (金雞SSS)
- 2014 - Streets of Macao
- 2015 - Waiting
- 2019 - Initial D 2 (頭文字D 2)

### Sorozatok
- 2002 - Feel 100% (百分百感覺)
- 2003 - Hearts Of Fencing (當四葉草碰上劍尖時)
- 2005 - Eight Heroes (八大豪俠).

### Egyéb szereplések
- 2001 - Weakest Link (一筆OUT消)
- 2005 - MTV Whatever Things
- 2006 - Gumball 3000: Drivin' Me Crazy